# Campeonato da Europa de Atletismo de 2016 - Revezamento 4x100 m feminino
A prova dos 4 x 100 metros estafetas feminino do Campeonato da Europa de Atletismo de 2016 foi disputada entre os dias 9 e 10 de julho de 2016 no Estádio Olímpico de Amsterdã em Amesterdão,  nos Países Baixos. 

## Recordes
Antes desta competição, os recordes mundiais e do campeonato nesta prova eram os seguintes:
|                       | Nome                                                           | Nacionalidade     | Tempo | Local    | Data                  |
| --------------------- | -------------------------------------------------------------- | ----------------- | ----- | -------- | --------------------- |
| Recorde mundial       | (Tianna Madison, Allyson Felix Bianca Knight, Carmelita Jeter) | Estados Unidos    | 40s82 | Londres  | 10 de agosto de 2012  |
| Recorde do campeonato | (Silke Möller, Katrin Krabbe Kerstin Behrendt, Sabine Günther) | Alemanha Oriental | 41s68 | Split    | 1 de setembro de 1990 |
| Recorde europeu       | (Silke Gladisch, Sabine Rieger Ingrid Auerswald, Marlies Göhr) | Alemanha Oriental | 41s37 | Camberra | 6 de outubro de 1985  |

## Medalhistas
| Ouro                                                                               | Prata                                                                         | Bronze                                                                    |
| Países Baixos · Jamile Samuel · Dafne Schippers · Tessa van Schagen · Naomi Sedney | Reino Unido · Asha Philip · Dina Asher-Smith · Bianca Williams · Daryll Neita | Alemanha · Tatjana Pinto · Lisa Mayer · Gina Luckenkemper · Rebekka Haase |

## Cronograma
Todos os horários são locais (UTC+2).
| Data        | Hora  | Evento  |
| ----------- | ----- | ------- |
| 9 de julho  | 20:00 | Bateria |
| 10 de julho | 17:35 | Final   |

## Resultados

### Bateria
Qualificação: 3 atletas de cada bateria (Q) mais os 2 melhores qualificados (q). 
| Posição | Bateria | Nacionalidade | Atletas                                                                     | Tempo | Notas                |
| ------- | ------- | ------------- | --------------------------------------------------------------------------- | ----- | -------------------- |
| 1       | 1       | Grã-Bretanha  | Asha Philip Dina Asher-Smith Bianca Williams Daryll Neita                   | 42.59 | Q,                   |
| 2       | 2       | Alemanha      | Tatjana Pinto Lisa Mayer Gina Lückenkemper Rebekka Haase                    | 42.71 | Q                    |
| 3       | 1       | Suíça         | Ajla del Ponte Sarah Atcho Ellen Sprunger Salome Kora                       | 42.87 | Q,                   |
| 4       | 1       | Ucrânia       | Olesya Povh Nataliya Pohrebnyak Mariya Ryemyen Yelizaveta Bryzgina          | 42.93 | Q,                   |
| 5       | 1       | França        | Floriane Gnafoua Céline Distel-Bonnet Jennifer Galais Stella Akakpo         | 43.06 | q,                   |
| 6       | 2       | Itália        | Irene Siragusa Gloria Hooper Martina Amidei Audrey Alloh                    | 43.33 | Q                    |
| 7       | 2       | Países Baixos | Jamile Samuel Marije van Hunenstijn Tessa van Schagen Naomi Sedney          | 43.34 | Q,                   |
| 8       | 2       | Polónia       | Agata Forkasiewicz Marika Popowicz-Drapała Anna Kiełbasińska Ewa Swoboda    | 43.59 | q,                   |
| 9       | 1       | Chipre        | Olivia Fotopoulou Ramona Papaioannou Filippa Fotopoulou Eleni Artymata      | 43.87 | Recorde nacional     |
| 10      | 2       | Espanha       | María Isabel Pérez Nana Jacob Estela García Cristina Lara                   | 44.14 | Recorde da temporada |
| 11      | 1       | Suécia        | Elin Östlund Linnea Killander Isabelle Eurenius Pernilla Nilsson            | 44.27 | Recorde da temporada |
| 12      | 1       | Irlanda       | Joan Healy Phil Healy Sarah Murray Niamh Whelan                             | 44.29 | Recorde da temporada |
| 13      | 2       | Hungria       | Fanni Schmelcz Éva Kaptur Gréta Kerekes Anasztázia Nguyen                   | 44.34 | =                    |
| 14      | 2       | Grécia        | Maria Gatou Elisavet Pesiridou Ekaterini Dalaka Maria Belibasaki            | 44.58 |                      |
| 15      | 2       | Eslováquia    | Vladimíra Šibová Lenka Kršáková Denis Bučková Alexandra Bezeková            | 45.31 |                      |
| 16      | 1       | Noruega       | Helene Ronningen Ida Bakke Hansen Astrid Mangen Cederkvist Ezinne Okparaebo | DNF   |                      |

### Final

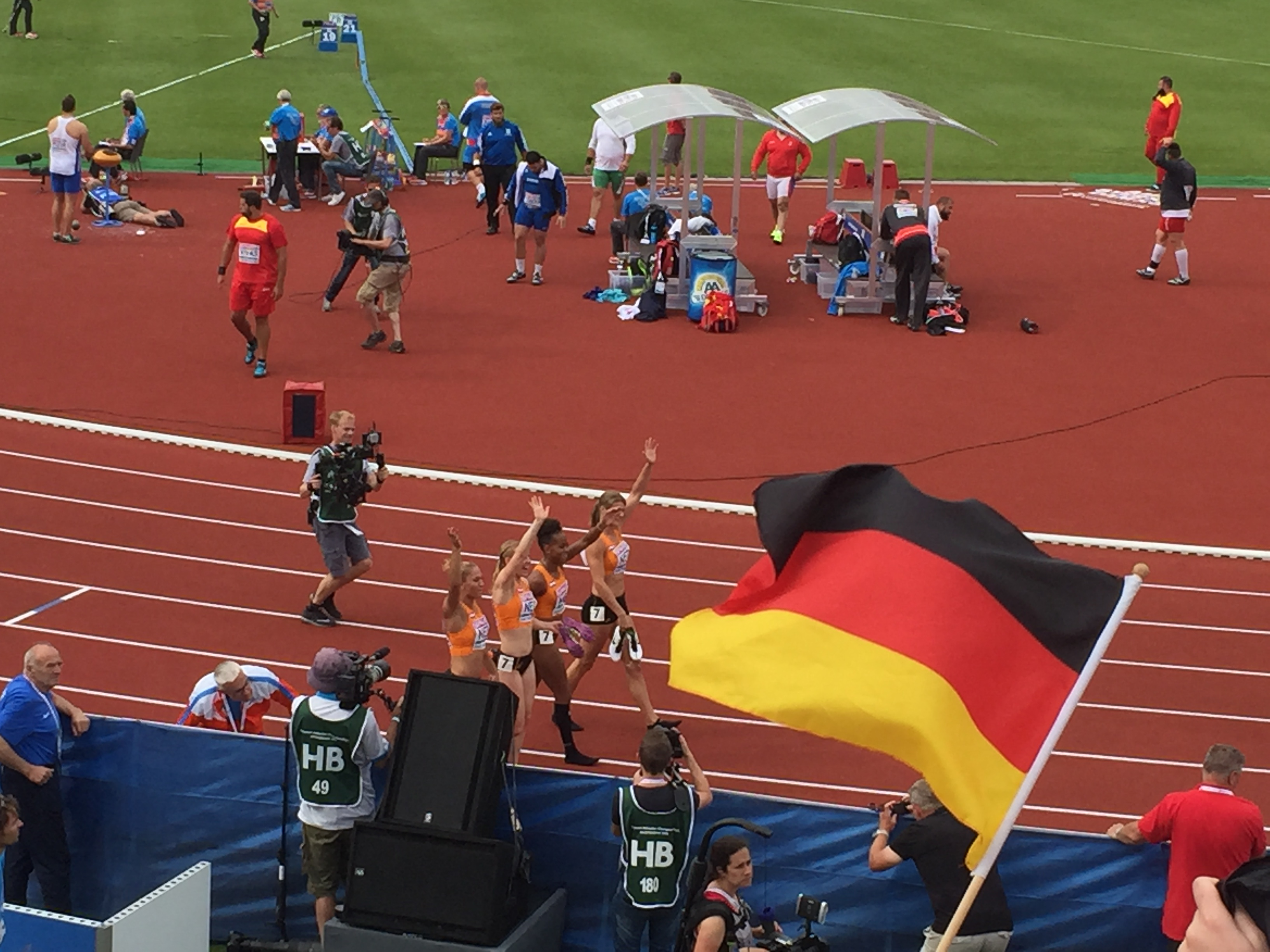
Equipe holandesa comemorando sua vitória

| Posição           | Raia | Nacionalidade | Atletas                                                                  | Tempo | Notas                |
| ----------------- | ---- | ------------- | ------------------------------------------------------------------------ | ----- | -------------------- |
| Medalha de ouro   | 7    | Países Baixos | Jamile Samuel Dafne Schippers Tessa van Schagen Naomi Sedney             | 42.04 | Recorde nacional     |
| Medalha de prata  | 5    | Grã-Bretanha  | Asha Philip Dina Asher-Smith Bianca Williams Daryll Neita                | 42.45 | Recorde da temporada |
| Medalha de bronze | 4    | Alemanha      | Tatjana Pinto Lisa Mayer Gina Lückenkemper Rebekka Haase                 | 42.48 |                      |
| 4                 | 8    | Ucrânia       | Olesya Povh Nataliya Pohrebnyak Mariya Ryemyen Yelizaveta Bryzgina       | 42.87 | Recorde da temporada |
| 5                 | 3    | Suíça         | Ajla del Ponte Sarah Atcho Ellen Sprunger Salome Kora                    | 43.00 |                      |
| 6                 | 2    | França        | Floriane Gnafoua Céline Distel-Bonnet Jennifer Galais Stella Akakpo      | 43.05 | Recorde da temporada |
| 7                 | 1    | Polónia       | Agata Forkasiewicz Marika Popowicz-Drapała Anna Kiełbasińska Ewa Swoboda | 43.24 | Recorde da temporada |
| 8                 | 6    | Itália        | Irene Siragusa Gloria Hooper Martina Amidei Audrey Alloh                 | 43.57 |                      |

Legenda
| Recorde mundial       | Recorde mundial (World record)               |                       | Recorde africano                      | Recorde africano (African) |                                           | Q | Classificado por posição (Qualified) |
| Recorde do campeonato | Recorde do campeonato (Championship record)  | Recorde da América    | Recorde da América (Americas)         | q                          | Classificado por melhor tempo (Qualified) |   |                                      |
| Melhor marca do ano   | Melhor marca do ano (World leading)          | Recorde asiático      | Recorde asiático (Asian)              | DNS                        | Não largou (Did not start)                |   |                                      |
| Recorde nacional      | Recorde nacional (National record)           | Recorde europeu       | Recorde europeu (European)            | DNF                        | Não terminou (Did not finish)             |   |                                      |
| Recorde pessoal       | Recorde pessoal do atleta (Personal best)    | Recorde da Oceania    | Recorde da Oceania (Oceania)          | DSQ / DQ                   | Desclassificado (Disqualified)            |   |                                      |
| Recorde da temporada  | Recorde da temporada do atleta (Season best) | Recorde sul-americano | Recorde sul-americano (South America) | NM                         | Sem marca (No mark)                       |   |                                      |